# Boarmia nebetta
Boarmia nebetta là một loài bướm đêm trong họ Geometridae.